# Château de la Verrerie (Saône-et-Loire)
Pour les articles homonymes, voir Château de la Verrerie.
Le château de la Verrerie, anciennement la manufacture de cristaux de la Reine, se situe dans la commune du Creusot, en Saône-et-Loire.
Il fait l’objet d’un classement et d'une inscription au titre des monuments historiques depuis décembre 1984.

## Histoire
La « manufacture de cristaux de la Reine », jusqu'alors située dans le parc de Saint-Cloud à Sèvres (à ne pas confondre avec la manufacture de porcelaine) est transférée par un acte royal du 10 novembre 1786 au Creusot (à l'époque dans la baronnie de Montcenis), afin de réduire le coût de la fusion du verre grâce à la proximité immédiate du charbon de terre. L'activité opérationnelle débute en 1787, avant d'être stoppée en 1792 par la Révolution française. Ayant repris en 1806, elle progresse rapidement sous la direction du père Chapet, un ancien précepteur oratorien des enfants de Louis XVI, qui avait refusé de prêter serment à la Constitution civile du clergé, et le talent de Benjamin Ladouèpe-Dufougerias, le « lustrier » de l’Empereur. Elle prend le titre envié de « Manufacture impériale et royale », mais est fortement déstabilisée avec le départ de ces deux dirigeants en 1811-1812. Mise en vente en 1814, sans acquéreur, puis en 1818 elle est adjugée au bénéfice de Jean-François Chagot, le principal créancier qui a pour soucis majeurs sa modernisation et l’innovation par la pratique du cristal moulé. Des désaccords au sein de la famille Chagot précipitent son déclin et elle est vendue en 1832 à la cristallerie de Baccarat et de Saint-Louis qui la ferme aussitôt. Ainsi, pendant une quarantaine d'années, c'est au Creusot que se poursuivit l'évolution de la technologie verrière française. La manufacture produisit en effet des vases d'ornement, des lustres et des parures diverses. Si le cristal transparent et son procédé de taille en pointe de diamant resta son apanage, elle réalisa par ailleurs des cristaux colorés, du cristal opalin et des opalines. Elle s'illustra en outre dans la fabrication du verre flint et dans l'incrustation des sulfures.
Le bâtiment inutilisé est vendu, en 1837, aux frères Adolphe et Eugène Schneider qui entreprennent des transformations en 1847 pour en faire l'une des résidences de la famille Schneider durant plus d'un siècle.
Au début du XXe siècle, les lieux, qui reçoivent la visite de chefs d'État étrangers, sont transformés en château avec parc, désormais appelé « château de la Verrerie ».
En 1913, à l'entrée du parc, entre le château et l’église Saint-Laurent, est érigée une fontaine dite des Enfants Schneider, réalisée par le sculpteur Antonin Carlès, représentant les quatre enfants d’Eugène II Schneider (1868-1942) et d’Antoinette de Rafélis de Saint-Sauveur (1875-1969). On y reconnaît l’aîné, Henri-Paul (1895-1918), qui se tient debout, tenant une jarre, aidé de son cadet Charles (1896-1960) ; à leur droite est assis leur frère Jean (1898-1944) qui regarde sa sœur Marie, dite May (1902-1999), debout sous le piédestal. Les trois garçons connaîtront une fin d’origine accidentelle.
Durant la Seconde Guerre mondiale il subit d'importantes dégradations sous l'occupation allemande et pendant les bombardements alliés du 17 octobre 1942. 

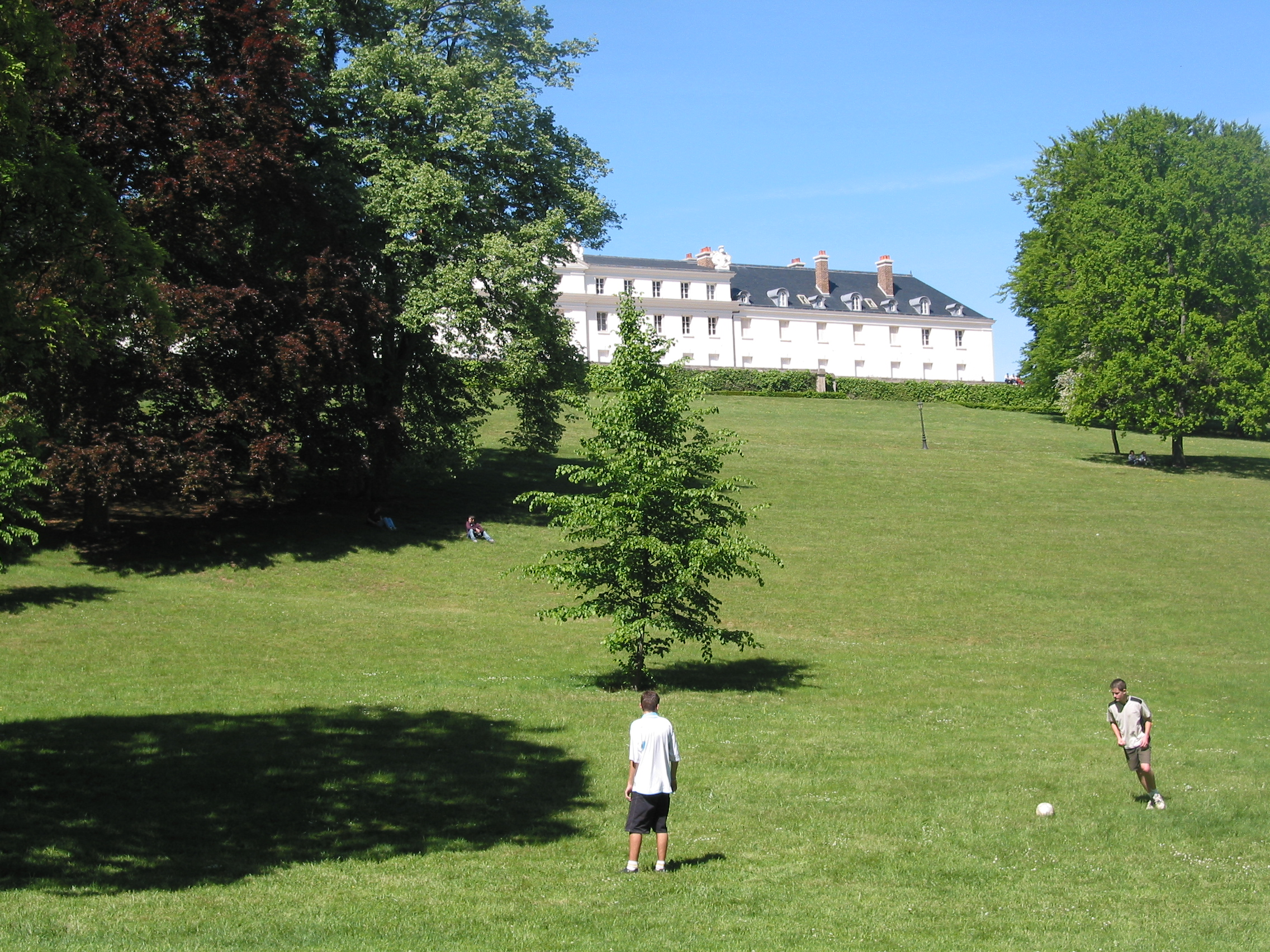
Le château de la Verrerie au Creusot, vu depuis son parc, le 03 mai 2003.

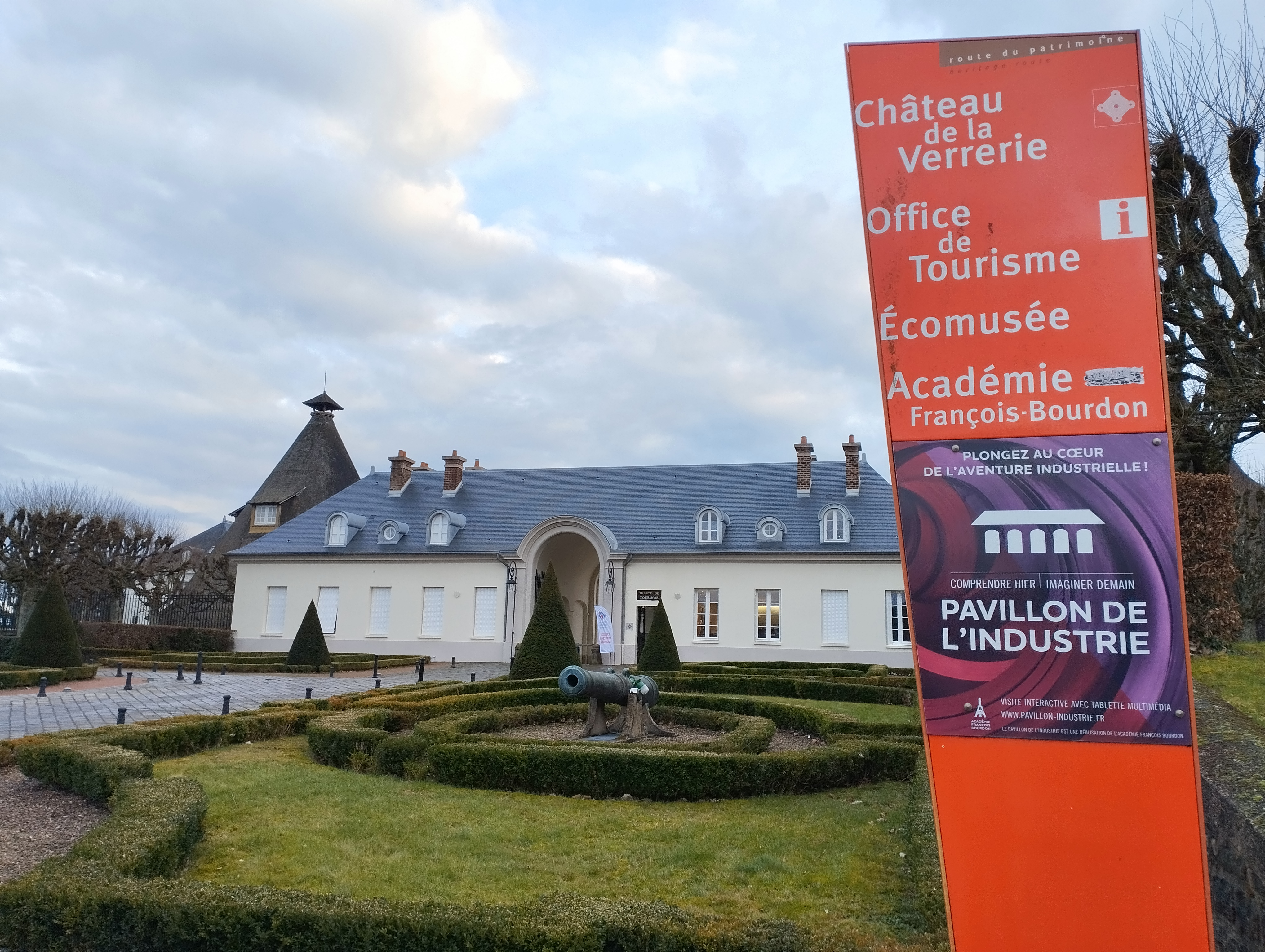
L'entrée du Château de la Verrerie au Creusot, qui abrite entre autres l'Office du Tourisme, l'Ecomusée et l'Académie François Bourdon.

En 1969, Dominique Schneidre, dernière héritière de la famille Schneider, vend le château, les annexes et son parc à la ville du Creusot qui y installe, à partir de 1971, le Musée de l'Homme et de l'Industrie, l’Écomusée et le siège de la communauté urbaine Creusot Montceau, puis en 1988 l’Académie François Bourdon.

## Architecture
La « Manufacture des Cristaux de la Reine » est un bâtiment construit en 1786, suivant les plans de l'architecte Barthélemy Jeanson. Il est transformé en 1847 puis remanié en « château de la Verrerie » entre 1903 et 1912 par l'architecte Ernest Sanson et les architectes paysagistes Henri et Achille Duchêne.
Il s'agit d'un vaste bâtiment en U formé d'un corps principal et de deux ailes en retour d'équerre. La partie centrale du corps principal, comporte un étage attique. Au centre, un avant-corps se détache en légère avancée. Composé de trois travées, il est couronné d'un fronton sculpté aux armes de France et d'Autriche. Des trophées d'armes datés du XIXe siècle flanquent les toits de cette partie centrale. Les ailes possèdent également en leur centre un avant-corps de trois travées couronné d'un fronton avec oculus.
La cour est limitée par un corps de passage et par deux constructions coniques, couvertes de tuiles plates, qui abritaient les fours et qui furent transformées, l'une en théâtre, l'autre en chapelle puis, à partir de 1974, en galerie d'art et salle d'exposition.

## Centres d'intérêt
- Le château de la Verrerie et son parc dessiné par Achille Duchêne ;
- Le théâtre à l'italienne dans un ancien four (à gauche sur la photo).

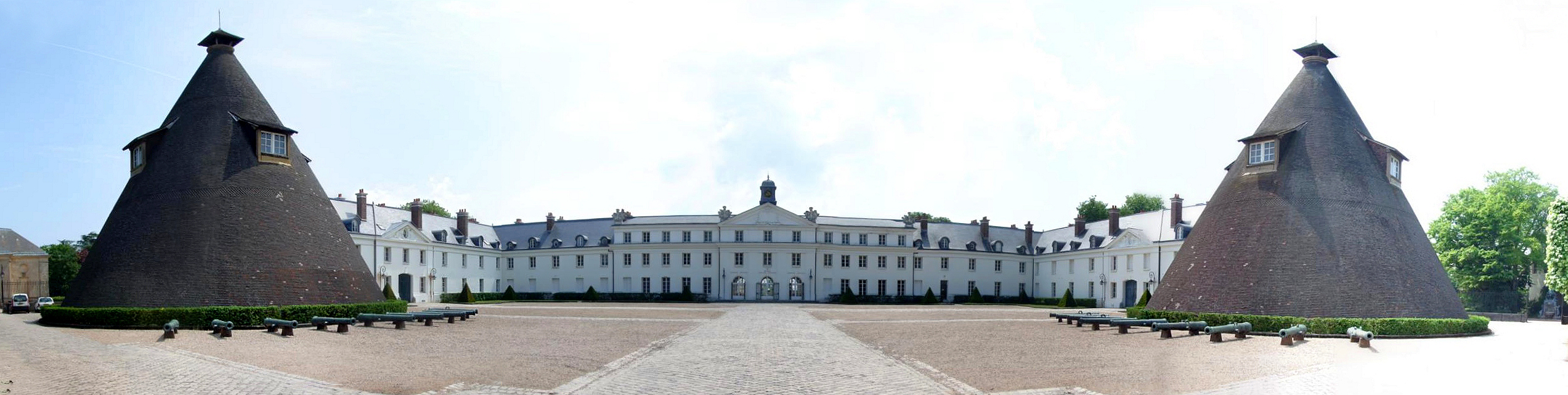
Panorama de la Verrerie avec au premier plan les fours de l'ancienne cristallerie.